# Sabra (Beratungsstelle)
Sabra (hebr. für „Kaktusfeige“, Eigenschreibweise: SABRA, Servicestelle für Antidiskriminierungsarbeit/Beratung bei Rassismus und Antisemitismus) ist eine zivilgesellschaftliche Servicestelle für Antidiskriminierungsarbeit mit einem Fokus auf Antisemitismus in Nordrhein-Westfalen mit Sitz in Düsseldorf. Sabra berät Menschen mit Diskriminierungserfahrung und arbeitet im Bereich der Prävention mit Institutionen zusammen. Träger der Beratungsstelle ist die Jüdische Gemeinde Düsseldorf.

## Aufgaben
Die Antidiskriminierungsstelle arbeitet in den Bereichen Prävention und Beratung. Sabra bietet u. a. Sensibilisierungsworkshops für Schulen, soziale Einrichtungen, Unternehmen und Behörden in NRW an. Darüber hinaus richtet Sabra Workshops für Lehrkräfte und anderes pädagogisches Personal, Schüler und Besucher der Jüdischen Gemeinde Düsseldorf aus. Ein anderer Schwerpunkt ist die Beratung für Menschen, die von Antisemitismus betroffen sind. Die Beratung für von Antisemitismus Betroffene erfolgt in Deutsch, Englisch, Französisch und Russisch. Sabra dokumentiert antisemitische Vorfälle.

## Geschichte
Die Servicestelle Sabra wurde im Juni 2017 gegründet und eröffnete offiziell am 14. September 2017. Sabra orientiert sich an den Forderungen des Berichts des unabhängigen Expertenkreises Antisemitismus vom Juni 2017.
2019 erstellte Sabra unter dem Namen Malmad (hebr. für „Stachel“) einen „virtuellen Methodenkoffer gegen Antisemitismus“ mit den Schwerpunkten Antisemitismus, Judentum und Israel. Malmad enthält kostenlos online verfügbare Materialien und Methoden für die Antisemitismusprävention und eine Liste landesweiter Exkursionsziele sowie von Bildungspartnern. Schwerpunkte des Methodenangebots sind Judentum, Antisemitismus, Israel, Demokratie und Menschenrechte.
Im November 2019 unterzeichnete der damalige Verwaltungsdirektor der Jüdischen Gemeinde Düsseldorf Michael Szentei-Heise und NRW-Schulministerin Yvonne Gebauer (FDP) eine Kooperationsvereinbarung für den Kampf gegen Antisemitismus an Schulen in Nordrhein-Westfalen. Gemäß der Vereinbarung finanziert das Schulministerium seit dem Sommer 2020 bis 2023 zwei Lehrkräfte, die die schulische Arbeit von Sabra bei der Vorbeugung und bei Fällen von Diskriminierung unterstützen.
Im Auftrag der Antisemitismusbeauftragten des Landes NRW Sabine Leutheusser-Schnarrenberger erstellte Sabra in Zusammenarbeit mit der Kölnischen Gesellschaft für Christlich-Jüdischen Zusammenarbeit und dem Bildungsverein Bagrut die Problembeschreibung „Antisemitismus in Nordrhein-Westfalen. Wahrnehmungen und Erfahrungen jüdischer Menschen“ (2020). Für die Studie wurden 2019 Interviews mit 59 jüdischen Akteuren aus ganz NRW geführt, die in jüdischen Organisationen wie Gemeinden, Vereinen etc. Funktionen ausüben. Die Ergebnisse zeigten, „dass Antisemitismus auch im schulischen Kontext ein Problem ist. Drei Viertel der Befragten berichten von Vorfällen, die aus dem gesamten schulischen Umfeld kommen.“
Sabra ist verankert in der Sozialabteilung der Jüdischen Gemeinde Düsseldorf. Außerdem gehört die Beratungsstelle zu den Servicestellen für Antidiskriminierungsarbeit in NRW und den durch das Ministerium für Kinder, Familie, Flüchtlinge und Integration des Landes NRW initiierten Integrationsagenturen.

## Name
Das hebräische Wort „Sabra“ bedeutet „Kaktusfeige“ und wird in Israel als Bezeichnung für in Israel geborene Juden verwendet.

## Veröffentlichungen
- Antisemitismus in Nordrhein-Westfalen. Wahrnehmungen und Erfahrungen jüdischer Menschen (PDF-Dokument), 2020